# (11787) Бауманка
(11787) Бауманка (лат. Baumanka) — типичный астероид главного пояса, открыт 19 августа 1977 года советским астрономом Николаем Черных в Крымской астрофизической обсерватории и 23 мая 2005 года назван в честь Московского государственного технического университета имени Н. Э. Баумана.

## Обнаружение и именование
(11787) Бауманка
Открыт 19 августа 1977 года в Крымской астрофизической обсерватории Н. С. Черных.
Основанный в 1830 году Московский технический университет имени Н. Э. Баумана является известным высшим учебным заведением и научно-исследовательским центром в России, готовящим специалистов во многих отраслях техники и науки. Многие выдающиеся российские учёные преподавали здесь или окончили учёбу.
Оригинальный текст (англ.)11787 Baumanka
Discovered 1977 Aug. 19 by N. S. Chernykh at the Crimean Astrophysical Observatory.
Bauman Moscow Technical University, founded in 1830, is a well-known higher education and research institution in Russia that trains specialists in many branches of technology and science. Many prominent Russian scientists taught here or graduated from here.
Источники: 20050523/MPCPages.arc; M.P.C. 54174.

## Орбита

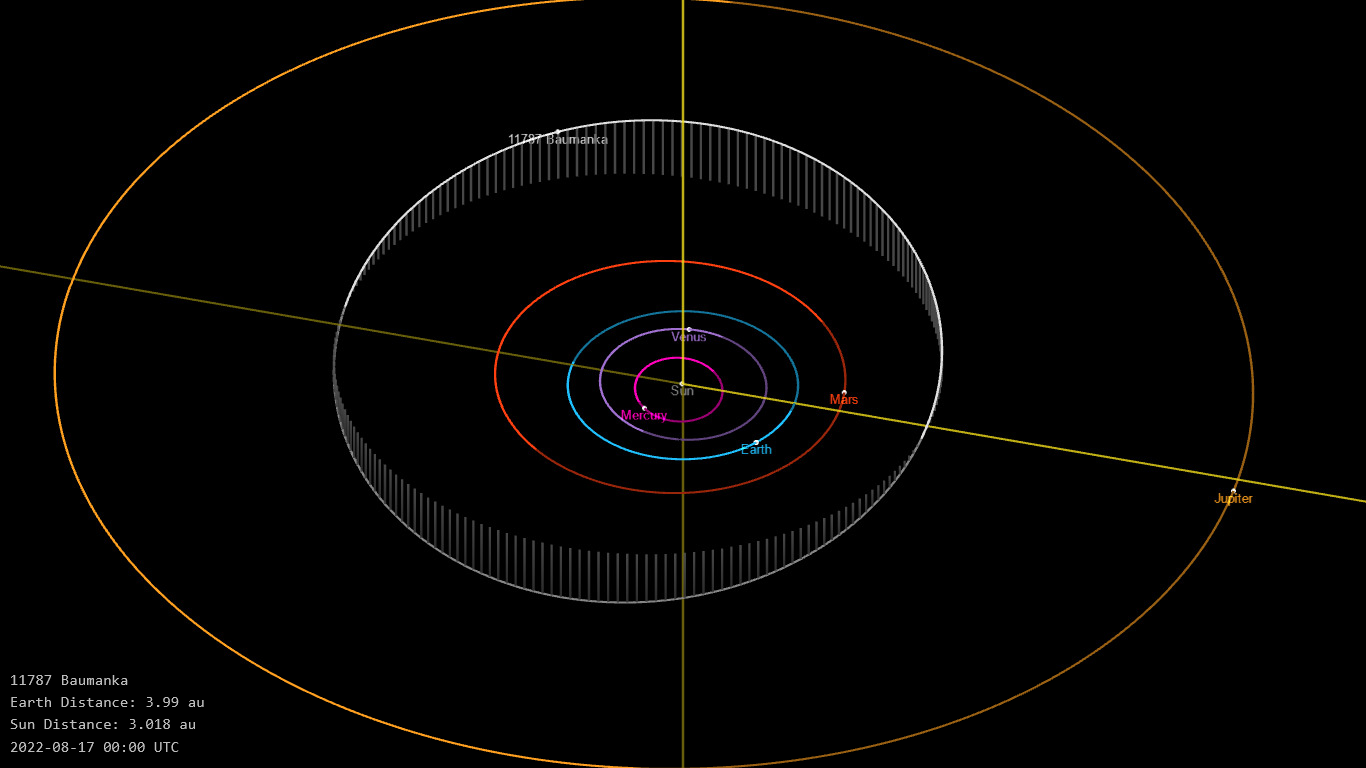
Орбита астероида Бауманка и его положение в Солнечной системе

## Физические характеристики
Астероид относится к таксономическому классу S.
По результатам наблюдений в видимом и ближнем инфракрасном диапазоне космического телескопа NEOWISE и наблюдений в инфракрасном диапазоне спутника Akari диаметр астероида оценивался равным 7,956±0,199 км и 10,88±0,86 км. Согласно тем же источникам альбедо оценивается как 0,3355±0,0340, 0,179±0,029 и 0,335±0,034.